# (3993) Šorm
(3993) Šorm es un asteroide perteneciente al cinturón de asteroides, descubierto el 4 de noviembre de 1988 por Antonín Mrkos desde el Observatorio Kleť, České Budějovice, República Checa.

## Designación y nombre
Designado provisionalmente como 1988 VV5. Fue nombrado Šorm en honor al químico checo František Šorm.